# Serraulax palpator
Serraulax palpator är en stekelart som först beskrevs av Szepligeti 1914.  Serraulax palpator ingår i släktet Serraulax och familjen bracksteklar. Inga underarter finns listade i Catalogue of Life.